# Torre di Mosto
Torre di Mosto là một đô thị và cộng đồng (comune) ở tỉnh Venezia trong vùng Veneto miền bắc nước Ý.
Đô thị Torre di Mosto có diện tích 38 ki lô mét vuông, dân số thời điểm năm 28 tháng 2 năm 2007 là 4575 người.
Đô thị Torre di Mosto có các đơn vị dân cư (frazioni) sau: Sant'Anna di Boccafossa, Staffolo Località: Sant'Elena, Senzielli, Tezze.
Các đô thị giáp ranh: Caorle, Ceggia, Cessalto (TV), Eraclea, San Donà di Piave, San Stino di Livenza.